# 斩蛇剑
斩蛇剑，又名赤霄劍，是汉高祖刘邦在秦末民變中「斩蛇起义」所用的剑。
秦末劉邦以亭長身分押解犯人到骊山，途中有不少人逃脫，因為當時犯人逃脫是重罪，劉邦乾脆自己也率領十幾個囚犯逃亡，一同起義，卻路遇一條大白蛇擋路，劉邦一怒之下，就提劍把蛇斬殺了，但後來出現一個老婦人啼哭，自稱：“我兒是白帝之子，卻被赤帝之子殺死了。”隨即消失。因為秦始皇的先祖秦襄公說自己是白帝的後裔，眾人都認為劉邦被賦予取代秦朝的天命，是為“斬蛇起義”。
劉邦滅除項羽，建立漢朝后，斩蛇剑与传国玺一起成为汉朝皇帝的至宝。
西晋时，斩蛇剑被收藏在武库之中，一次武库起火，张华害怕有人因此乘机作乱，便派兵把守在武库四周，然后才救火，武库中所收藏历代的宝物及斩蛇剑、王莽的头和孔子的鞋子等都被烧毁了。当时张华看见斩蛇剑穿透屋顶飞了出去，不知去向。有人认为，天丛云剑（日本三神器之一）的传说就是来源于斩蛇剑的故事。